# Hardin (Montana)
Hardin (crow He'konemâhoeve'ho'eno) és una població dels Estats Units a l'estat de Montana. Segons el cens del 2000 tenia 3.384 habitants.

## Demografia
Segons el cens del 2000, Hardin tenia 3.384 habitants, 1.295 habitatges, i 868 famílies. La densitat de població era de 933,3 habitants per km². El 49,8% són blancs, el 40,8% són amerindis, l'1,2% són asiàtics, i el 5,1% de dues o més races. Els  hispànics o llatins de qualsevol raça eren el 7,1% de la població.
Dels 1.295 habitatges en un 36,2% hi vivien nens de menys de 18 anys, en un 46,3% hi vivien parelles casades, en un 16,6% dones solteres, i en un 32,9% no eren unitats familiars. En el 29,2% dels habitatges hi vivien persones soles el 12,7% de les quals corresponia a persones de 65 anys o més que vivien soles. El nombre mitjà de persones vivint en cada habitatge era de 2,55 i el nombre mitjà de persones que vivien en cada família era de 3,16.
Per edats la població es repartia de la següent manera: un 31% tenia menys de 18 anys, un 7,7% entre 18 i 24, un 26,3% entre 25 i 44, un 21,1% de 45 a 60 i un 13,9% 65 anys o més.
L'edat mediana era de 34 anys. Per cada 100 dones de 18 o més anys hi havia 79,6 homes.
La renda mediana per habitatge era de 28.018 $ i la renda mediana per família de 33.729 $. Els homes tenien una renda mediana de 28.493 $ mentre que les dones 19.444 $. La renda per capita de la població era de 13.041 $. Aproximadament el 17,2% de les famílies i el 23,9% de la població estaven per davall del llindar de pobresa.

## Poblacions més properes
El següent diagrama mostra les poblacions més properes.